# Тисячоліття хрещення Русі
Тисячоліття хрещення Русі — урочисті святкування, які відбувалися з 5 червня до 12 червня 1988 року у СРСР — в ознаменування тисячолітньої річниці з дня хрещення киян у Дніпрі.

## Підготовка
1987 року Генеральна Асамблея ЮНЕСКО закликала відзначити «1000-річчя введення християнства на Русі як найбільшу подію в європейській і світовій історії та культурі». Ця заява привернула увагу громадськості не тільки Радянського Союзу, а й усього світу. Вже з початку 1988 року, напередодні урочистостей, радянська преса була наповнена релігійною тематикою, а священики отримали можливість звертатися до широкої аудиторії.
Радянська влада вживала заходів до того, щоб скористатися святкуванням Тисячоліття хрещення Русі з метою міжнародної пропаганди; передбачалося використовувати ювілейний рік для впливу на релігійні кола поза радянського блоку з тим, щоб схилити релігійних діячів до підтримки радянських ініціатив у галузі роззброєння.

### Підготовка церквою
Підготовка до святкування тисячоліття Руської Церкви почалася задовго до цього ювілею (в деяких церковних джерелах Російську Православну Церкву безпідставно називають «Руською Церквою», 500-річчя автокефалії Російської Православної Церкви урочисто відзначалося у липні 1948 року в Москві). Ще в 1981 році була утворена синодальна ювілейна Комісія. У 1983 році на прохання Священного Синоду РПЦ радянський уряд передав Московському Патріархату найдавніший в Москві монастир святого благовірного князя Данила, який повинен був стати одним з центрів проведення ювілейних урочистостей і резиденцією патріарха. У перед'ювілейний час було проведено три богословські конференції, в яких крім російських і зарубіжних богословів і церковних істориків брали участь також світські вчені.
Керівництво Церкви вирішило скликати ювілейний Помісний Собор Руської Православної Церкви. Цей Собор став першим в історії Російської Церкви, починаючи з кінця XVII століття, який не був пов'язаний з обранням патріарха. Собор прийняв ряд історичних рішень, що змінили принизливе положення Православної Церкви в радянській державі.

## Святкування

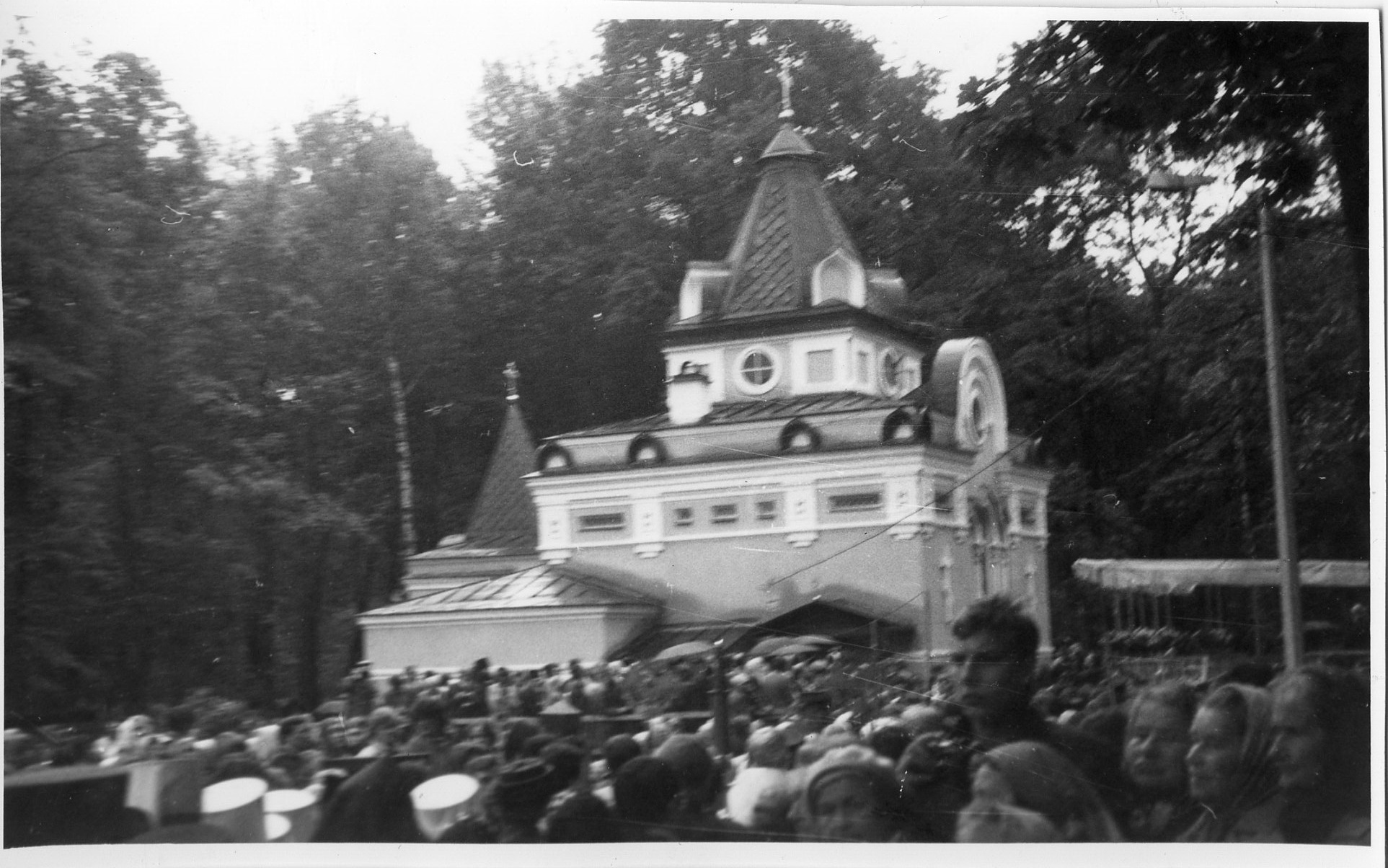
Святкування в Ленінграді, каплиця Ксенії Петербурзької

Аверс медалі Тисячоліття хрещення Русі

Реверс медалі Тисячоліття хрещення Русі

У СРСР свято з цього приводу проводився майже на державному рівні: з урочистим засіданням і концертом у Великому театрі СРСР, у присутності московського бомонду і представників різних релігійних конфесій. М. С. Горбачов, тоді генеральний секретар Комуністичної партії, особисто не міг прийти на ці урочистості, але була присутня його дружина Раїса Максимівна як представник Фонду культури, очолюваного академіком Лихачовим.
Весь тиждень з 5 червня до 12 червня в московських храмах відбувалися святкові богослужіння, а 11 червня пройшло всенощне бдіння. Потім урочистості пройшли в Києві, Ленінграді та Володимирі, а після 18 червня — в єпархіях.
Святіший патріарх Московський і всієї Русі Пимен, виступаючи на закритті ювілейних урочистостей, відзначив:

| Християнство було тим руслом, яким потекла в давньоруську землю культура найрозвинутішої цивілізації того часу - Візантії. Ця культура потрапила на благодатний ґрунт ... Завершуються перші десять століть історії нашої Церкви. Господи! Благослови у світі й благочесті вступити в друге тисячоліття нашого буття в Божому домі ... землю ж Руську у світі збережи і віру православну в ній утверди на віки віків. Амінь.) Оригінальний текст (рос.) Христианство было тем руслом, по которому потекла в древнерусскую землю культура самой развитой цивилизации того времени — Византии. Эта культура попала на благодатную почву... Завершаются первые десять веков истории нашей Церкви. Господи! Благослови в мире и благочестии вступить во второе тысячелетие нашего бытия в доме Божием… землю же Русскую в мире сохрани и веру православную в ней утверди во веки веков. Аминь. |

## Відзначення українською діаспорою
У підготовці та проведенні ювілею українська діаспора об'єднала різні ресурси у всіх країнах поселення, створвши цілу низку координаційних комітетів, участь у яких взяли представники різних християнських конфесій й політичних поглядів, церкви, наукових осередків та громадських організацій. Український науковий інститут Гарвардського університету на чолі з його засновником і директором О.Пріцаком виступив інтелектуальним і науково-організаційним центром розробки концепції відзначення українською діаспорою тисячоліття хрещення Русі-України та її реалізації.